# Detroit Rock City (film)
Detroit Rock City is een Amerikaanse komediefilm uit 1999, geregisseerd door Adam Rifkin en geproduceerd door Barry Levine en Gene Simmons. De hoofdrollen worden vertolkt door Giuseppe Andrews, James DeBello en Edward Furlong.

## Verhaal
De gabbers Jam, Hawk, Lek en Trio hebben een onvoorstelbare hekel aan de truttige disco-typetjes met hun slappe muziek die in hun buurt en op school wordt gedraaid. Keiharde rock, jointje erbij en de beest uithangen, dat is het echte leven! Het spreekt voor zich dat hun ouders en de schooldirectie niet bepaald blij zijn met het 'afwijkende' gedrag van de jongens. Maar ja, als hun grootste idolen, de ruigste rockband aller tijden Kiss, op tournee is, zetten ze natuurlijk alles op alles om het concert van hun helden vanaf de eerste rang te kunnen volgen.

## Rolbezetting
| Acteur             | Personage                     |
| ------------------ | ----------------------------- |
| Giuseppe Andrews   | Lex                           |
| James DeBello      | Trip Verudie                  |
| Edward Furlong     | Hawk                          |
| Sam Huntington     | Jeremiah 'Jam' Bruce          |
| Lin Shaye          | Mrs. Bruce                    |
| Melanie Lynskey    | Beth Bumstein                 |
| Natasha Lyonne     | Christine (The stella)        |
| Miles Dougal       | Elvis The School Hall Monitor |
| Nick Scotti        | Kenny (The guido)             |
| Emmanuelle Chriqui | Barbara (The stella)          |
| David Quane        | Bobby (The guido)             |
| Rodger Barton      | Mr. Stewart Bumstein          |
| Kathryn Haggis     | Mrs. Stewart Bumstein         |
| David Gardner      | Detroit Priester              |
| Shannon Tweed      | Amanda Finch                  |
| Kristin Booth      | Kassier                       |
| Joe Flaherty       | Vader McNulty                 |
| Cody Jones         | Klein Kind                    |
| Matthew G. Taylor  | Chongo                        |
| Joan Heney         | Leraar                        |
| Robert Smith       | Simple Simon                  |
| Aaron Berg         | Barman                        |
| Paul Brogren       | Roadie #1                     |
| Allan Clow         | Man met Jas                   |
| Chris Benson       | Mr. Johansen                  |
| Colleen Williams   | Non                           |
| Richard Hillman    | Scalpeur                      |
| Stephen Joffe      | Six Year Old #1               |
| Ryan Letriard      | Six Year Old #2               |
| Joseph Haase       | Beveiliging Bewaker           |
| Ron Jeremy         | Strip Club MC                 |
| Kevin Corrigan     | Beefy Jerk #1                 |
| Steve Schirripa    | Beefy Jerk #2                 |
| Lindy Booth        | Meisje #1                     |
| Christina Sicoli   | Foxy Girl                     |
| Michael Barry      | Nerd                          |
| Vic Rigler         | Pizza Jongen                  |
| Eileen Flood       | Vrouwelijke Parishoner        |
| Pamela Bowen       | Matmok Lieutenant             |
| Johnie Chase       | Politieagent #1               |
| Julian Richings    | Ticket Taker                  |